# Assassinat d'Antonio Cánovas del Castillo
 (août 2024).
Si vous disposez d'ouvrages ou d'articles de référence ou si vous connaissez des sites web de qualité traitant du thème abordé ici, merci de compléter l'article en donnant les références utiles à sa vérifiabilité et en les liant à la section « Notes et références ».

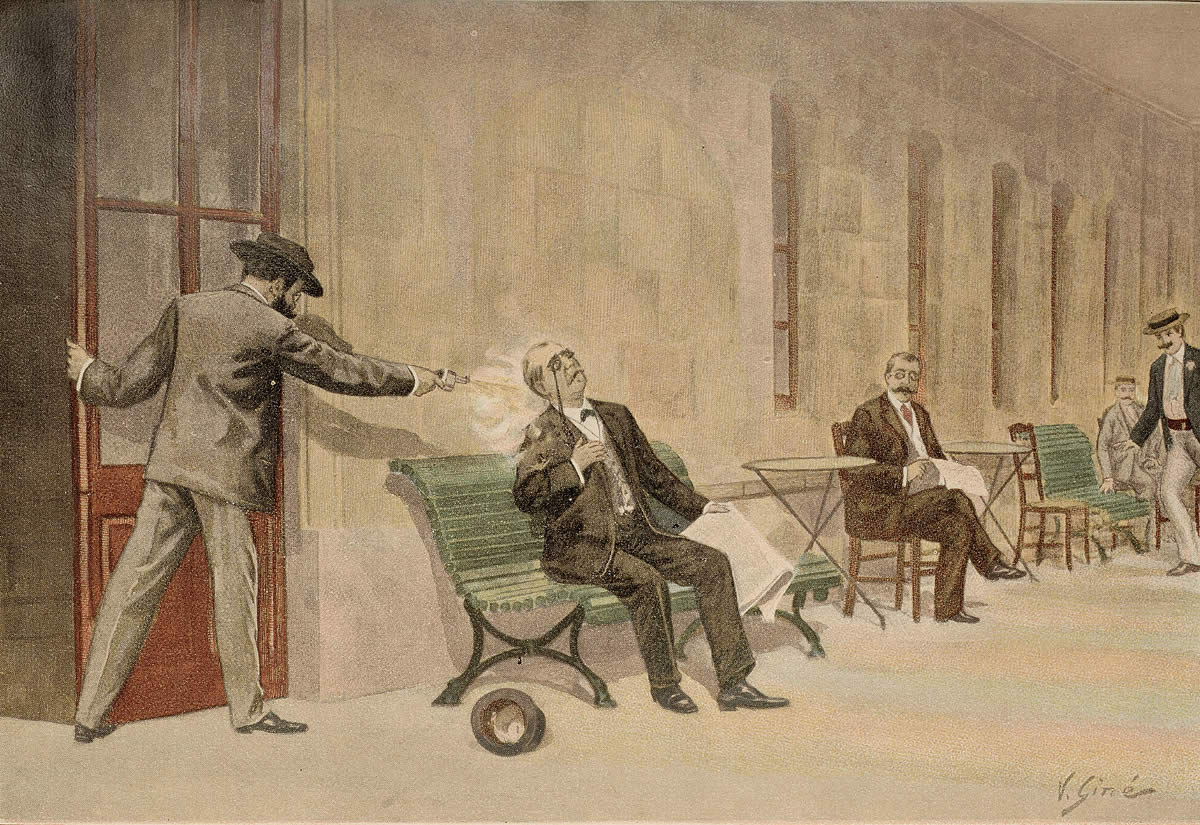

L'assassinat d'Antonio Cánovas del Castillo est survenu le 8 août 1897 lorsque l'anarchiste italien Michele Angiolillo a assassiné le Premier ministre espagnol Antonio Cánovas del Castillo dans la province de Guipuscoa, en Espagne. Le chef de l'Etat était en vacances dans la station thermale de Santa Águeda (es). L'assassin a été immédiatement arrêté, jugé et exécuté. Il a justifié le meurtre comme une vengeance de la torture menée par les autorités lors du procès de Montjuic (en).

## Contexte
Vers le tournant du XXe siècle, Barcelone a connu une vague d'attentats terroristes anarchistes. Le bombardement de juin 1896 de la procession du Corpus Christi a eu les plus grandes répercussions. Avec six morts et 42 blessés, une dure répression policière a conduit au célèbre procès de Montjuïc, au cours duquel 400 "suspects" ont été incarcérés au château de Montjuïc et brutalement torturés, les ongles arrachés, les pieds écrasés, et la peau brûlée par les cigares. Sur les 28 condamnés à mort, cinq ont été exécutés. 59 autres ont été condamnés à la réclusion à perpétuité et 63 ont été innocentés mais ont été expulsés du Sahara espagnol. Le procès de Montjuïc a connu un contrecoup international important, avec des doutes sur les condamnations fondés sur des aveux forcés par la torture. La presse espagnole a fait campagne contre le gouvernement et les "bourreaux". Alejandro Lerroux, rédacteur en chef du journal républicain madrilène El País (es) a publié une série d'un mois sur les histoires des personnes torturées et a entrepris une tournée de propagande de La Manche et de l'Andalousie.

## Assassinat
Michele Angiolillo était imprimeur de profession et fiché par la police italienne en tant qu'anarchiste. En 1895, il s'enfuit à l'étranger pour éviter un mois et demi de prison pour publication d'articles subversifs. Il était probablement à Barcelone au moment de l'attentat à la bombe de la procession du Corpus Christi en juin 1896. Il part pour la France mais est expulsé en octobre, déménage en Belgique puis en Angleterre. À Londres, il entendit les histoires des personnes torturées lors du procès de Montjuïc et là, il acheta le pistolet avec lequel il assassinerait Cánovas del Castillo. Arrivé à Paris, Angiolillo rencontra le délégué des insurgés cubains en quête d'indépendance vis-à-vis de l'Espagne, Ramón Emeterio Betances, à qui il a demandé de l'argent pour se rendre en Espagne et assassiner la reine régente espagnole Marie-Christine d'Autriche et le premier ministre Antonio Cánovas del Castillo. Betances lui a donné de l'argent mais lui a dit qu'il condamnait les meurtres. Pendant son séjour à Paris, Angiolillo a également rencontré Henri Rochefort, rédacteur en chef du journal anarchiste L'Intransigeant, qui avait été l'une des publications les plus importantes de la campagne internationale pour dénoncer la torture de Montjuïc.
Il s'est rendu à Madrid, où il est entré en contact avec le journaliste républicain et anticlérical José Nakens (en). Angiolillo s'est présenté comme journaliste sous le faux nom d'Emilio Rinaldini et a demandé de l'aide à Nakens. Nakens lui a donné de l'argent. Au moment de son départ, Angiolillo lui fait part de son projet d'attaquer le régent, le premier ministre, et le jeune roi Alphonse XIII, alors un garçon de 11 ans. Nakens ne l'a pas cru, bien qu'il ait admis plus tard que même s'il l'avait cru, Nakens n'aurait pas interféré, car c'était un "crime politique".
À midi le 8 août 1897, Angiolillo s'est approché du premier ministre espagnol Cánovas del Castillo, qui lisait un journal sur un banc dans la station balnéaire de Guipúzcoa de Santa Águeda, où le premier ministre était en vacances, et lui a tiré trois coups de revolver. Le meurtrier a été arrêté et jugé immédiatement. Au cours du procès, il a justifié son crime par des représailles pour la torture des sujets du cortège de Corpus Christi bombardés dans le procès de Montjuïc, dont il a tenu le premier ministre pour responsable. Angiolillo a également déclaré sa solidarité avec ceux qui vivent dans la misère, son rejet de l'injustice sociale et son amour pour l'anarchisme. Il a également déclaré qu'il avait agi seul, bien qu'il y ait des doutes que cela soit vrai car il avait discuté de ses plans avec plusieurs personnes, bien qu'il l'ait également nié lors du procès. Il fut condamné à mort et la sentence fut exécutée par lacet étrangleur le 19 août 1897, onze jours seulement après avoir commis le meurtre.

## Conséquences

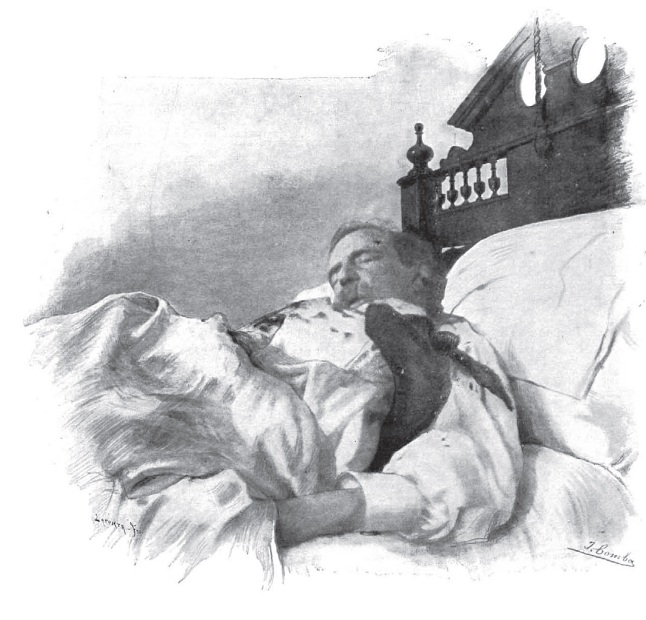
Dessin du cadavre de Cánovas del Castillo.

La couverture médiatique européenne et américaine a spéculé sur le fait que l'attaque contre le président du gouvernement espagnol faisait partie d'une vaste conspiration anarchiste internationale. The Times a affirmé que le crime avait été l'œuvre d'un fanatique et a souligné qu'il n'y avait aucune preuve d'une organisation internationale derrière cela, mais a demandé que la police soit à la fois vigilante et ne prenne pas de mesures exceptionnelles. Le journal a expliqué l'attaque en rappelant la torture du procès de Montjuic. Son ombre, comme l'a souligné l'historien Juan Avilés Farré, "a continué à obscurcir l'image du gouvernement espagnol même dans les jours tristes de la mort de Cánovas".
L'assassinat de Cánovas a brièvement mis fin à la série d'attentats terroristes anarchistes des années 1890 en Espagne. À partir de 1903, les attaques se poursuivront pendant des décennies. Cela était différent d'autres pays, comme la France et les États-Unis, dans lesquels les attaques violentes se sont calmées à mesure que le mouvement anarchiste se dissipait. L'une des explications possibles de la persistance du terrorisme anarchiste en Espagne, selon l'historien Avilés Farré, était la mauvaise gestion de la réponse des autorités espagnoles : à la fois "barbare, illégale et inefficace" en substituant la cruauté répressive à un travail policier et judiciaire efficace. Par exemple, Barcelone manquait d'une force de police suffisamment importante et compétente pour faire face au défi posé par les attentats des années 1890 et s'est plutôt tournée vers des raids massifs et un programme de torture, tous deux en l'absence de preuves. Alternativement, la France a utilisé sa police et son système judiciaire pour condamner et guillotiner leurs quatre terroristes par la loi et sans "détentions arbitraires prolongées, torture pour obtenir des aveux ou condamnations aux motifs juridiques douteux", entraînant la fin du terrorisme anarchiste en France en 1894.